# 아네
《아네》(튀르키예어: Anne)는 2016년부터 2017년까지 방영된 터키의 텔레비전 드라마이다. 지난 2010년 일본 드라마 《마더》을 원작으로 한 작품이다.